# 片瀬目白山
片瀬目白山（かたせめじろやま）は、神奈川県藤沢市の町名。丁目の設定のない単独町名である。住居表示実施済区域。

## 地理
藤沢市の南東部に位置し、南西に片瀬、北に片瀬山、東に鎌倉市津西、南に鎌倉市腰越と接している。片瀬地区東部の丘陵上にある。

## 世帯数と人口
2023年（令和5年）9月1日現在（藤沢市発表）の世帯数と人口は以下の通りである。
| 町丁       | 世帯数  | 人口  |
| ---------- | ------- | ----- |
| 片瀬目白山 | 118世帯 | 287人 |

### 人口の変遷
国勢調査による人口の推移。
| 年                 | 人口 |
| ------------------ | ---- |
| 1995年（平成7年）  | 544  |
| 2000年（平成12年） | 455  |
| 2005年（平成17年） | 441  |
| 2010年（平成22年） | 390  |
| 2015年（平成27年） | 368  |
| 2020年（令和2年）  | 312  |

### 世帯数の変遷
国勢調査による世帯数の推移。
| 年                 | 世帯数 |
| ------------------ | ------ |
| 1995年（平成7年）  | 187    |
| 2000年（平成12年） | 182    |
| 2005年（平成17年） | 183    |
| 2010年（平成22年） | 161    |
| 2015年（平成27年） | 157    |
| 2020年（令和2年）  | 143    |

## 学区
市立小・中学校に通う場合、学区は以下の通りとなる（2023年3月時点）。
- 番・番地等 : 全域
  - 小学校 : 藤沢市立片瀬小学校
  - 中学校 : 藤沢市立片瀬中学校

## 事業所
2021年（令和3年）現在の経済センサス調査による事業所数と従業員数は以下の通りである。
| 町丁       | 事業所数 | 従業員数 |
| ---------- | -------- | -------- |
| 片瀬目白山 | 19事業所 | 144人    |

### 事業者数の変遷
経済センサスによる事業所数の推移。
| 年                 | 事業者数 |
| ------------------ | -------- |
| 2016年（平成28年） | 10       |
| 2021年（令和3年）  | 19       |

### 従業員数の変遷
経済センサスによる従業員数の推移。
| 年                 | 従業員数 |
| ------------------ | -------- |
| 2016年（平成28年） | 113      |
| 2021年（令和3年）  | 144      |

## 施設
- 湘南白百合学園中学・高等学校

## その他

### 日本郵便
- 郵便番号 : 251-0034[3]（集配局 : 藤沢郵便局[15]）。

## 交通
藤沢市道片瀬西鎌倉線（旧京浜急行有料道路）と、湘南モノレール江の島線が通る。最寄駅は目白山下駅または片瀬山駅。